# Виринга, Кес
Кес Виринга (нидерл. Kees Wieringa; род. 1957) — нидерландский пианист и менеджер культуры.
Начал учиться музыке у Гербена Маккеса ван дер Дейла, затем окончил в Амстердаме Консерваторию Свелинка (1986), ученик Виллема Бронса, Эдит Грош и Яна Мариссе Хёйзинга.

## Музыкальная карьера
Международную концертную карьеру начал в 1991 году выступлениями в Лондоне, Нью-Йорке и Джакарте. В 1994 г. дебютировал в Карнеги-холле и гастролировал в России, в дальнейшем возвращался в Россию несколько раз, в том числе для участия в фестивалях «Окно в Нидерланды» (2000) и «Длинные руки» (2010). Участвовал в дармштадтских Международных летних курсах новой музыки (1992), фестивале новой музыки в Мидделбурге и фестивале старинной музыки в Утрехте, выступал во многих странах мира вплоть до Японии и Колумбии.
В репертуаре Виринги присутствует широкий диапазон произведений, он записал альбомы с музыкой Людвига ван Бетховена и Ференца Листа, однако в наибольшей степени ему принесла известность пропаганда нидерландской фортепианной музыки XX века. С именем Виринги связано возрождение интереса к творчеству Якоба ван Домселара и Даниэля Рёйнемана, он также много исполнял и записывал работы Симеона тен Холта.
Виринге принадлежит также ряд собственных композиций, главным образом электронная музыка, развивающая традицию тен Холта. В 2010 году состоялась премьера его оперы «Дреббель», посвящённой голландскому изобретателю и алхимику Корнелиусу Дреббелю; заглавную партию исполнил рок-музыкант Те Лау.

## Организаторская карьера
В 2007 г. организовал и возглавил Мейзенский музыкальный фестиваль (нидерл. Mijzenfestival), проводившийся на территории польдера Мейзен близ Схермера. В 2008—2012 гг. руководил центром культуры и искусства YXIE в Алкмаре, затем в 2012—2016 гг. возглавлял музей Краненберг в нидерландском Бергене. В 2016 г. назначен директором Музея шейха Фейсала бен Кассим аль-Тани в Катаре.